# Chung cư đường 71 Gdańsk, Bydgoszcz
Chung cư tại đường Gdanska 71 là một tòa nhà dân cư nằm ở đường Gdańska N°71, ở Bydgoszcz, Ba Lan

## Vị trí
Tòa nhà nằm ở phía tây đường Gdańska, giữa các đường Cieszkowskiego và đường Świętojańska.
Nó nằm gần khu chung cư nổi tiếng trong cùng một đường phố:
- Chung cư Alfred Schleusener ở N°62;
- Chung cư Józef więcicki ở N°63;
- Chung cư Eduard Schulz ở N°66-68.

## Lịch sử
Ngôi nhà được xây dựng vào năm 1906-1907, được thiết kế bởi kiến trúc sư Rudolf Kern, người cũng đã dựng lên hoặc thiết kế lại các tòa nhà khác ở phố Gdańska như:
- Chung cư Mentzel tháng 8 ở N ° 5;
- Chung cư tại đường Gdanska 67;
- Chung cư Eduard Schulz ở N° 66-68.

Sau khi xây dựng, một bác sĩ phẫu thuật, bác sĩ Dettmer  có phòng khám ở phía sau, cũng như là nhà riêng của ông. Vào thời gian của Bromberg, địa chỉ là DanzigerStrasse 42.
Năm 1924, Văn phòng Thành phố đã mua lại tòa nhà và tổ chức tại đây một Khoa Phụ sản của Bệnh viện Thành phố, được bao quanh bởi một khu vườn.
Năm 1934, Trụ sở của Quân đoàn Ba Lan N ° VIII  được tập trung tại đây.
Chung cư là trung tâm, kể từ 1938-1939, của Nhạc viện thành phố, và từ năm 1945 đến 1958, nơi đây là trụ sở của trường.
Hiện tại, tòa nhà ở sân sau (nơi đặt phòng khám) thuộc sở hữu của Trường Âm nhạc Bydgoszcz. Một phòng hòa nhạc, được đặt tên là John Paul II Aula (phòng hòa nhạc) được có vị trí tại đây.

## Kiến trúc
Tòa nhà trình bày các hình thức kiến trúc theo lối kiến trúc hiện đại và chủ nghĩa chiết trung. Mặt tiền được trang trí với các đồ trang trí phong cách, chẳng hạn như các chi tiết phong cách Auricular, đặc trưng của thời kỳ Mannerism và Rococo.
Mặt tiền đồ sộ được bao quanh bởi hai dãy ban công với lan can làm bằng sắt rèn.
Tầng đầu tiên được trang trí với các bức phù điêu và máng xối, trong khi tầng thứ ba được làm giàu với cấu trúc ô van và trụ gạch trên.
Cửa mái cong, được làm giàu với các cấu trúc ô van hoa, mũ toàn bộ độ cao.

## Hình ảnh

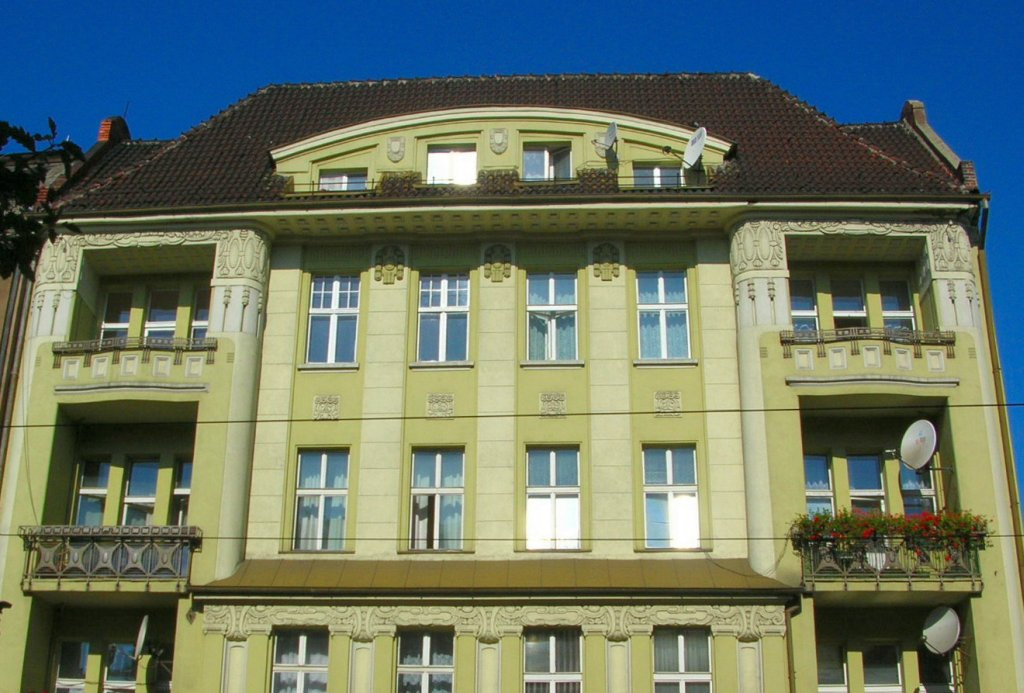
Phần trên
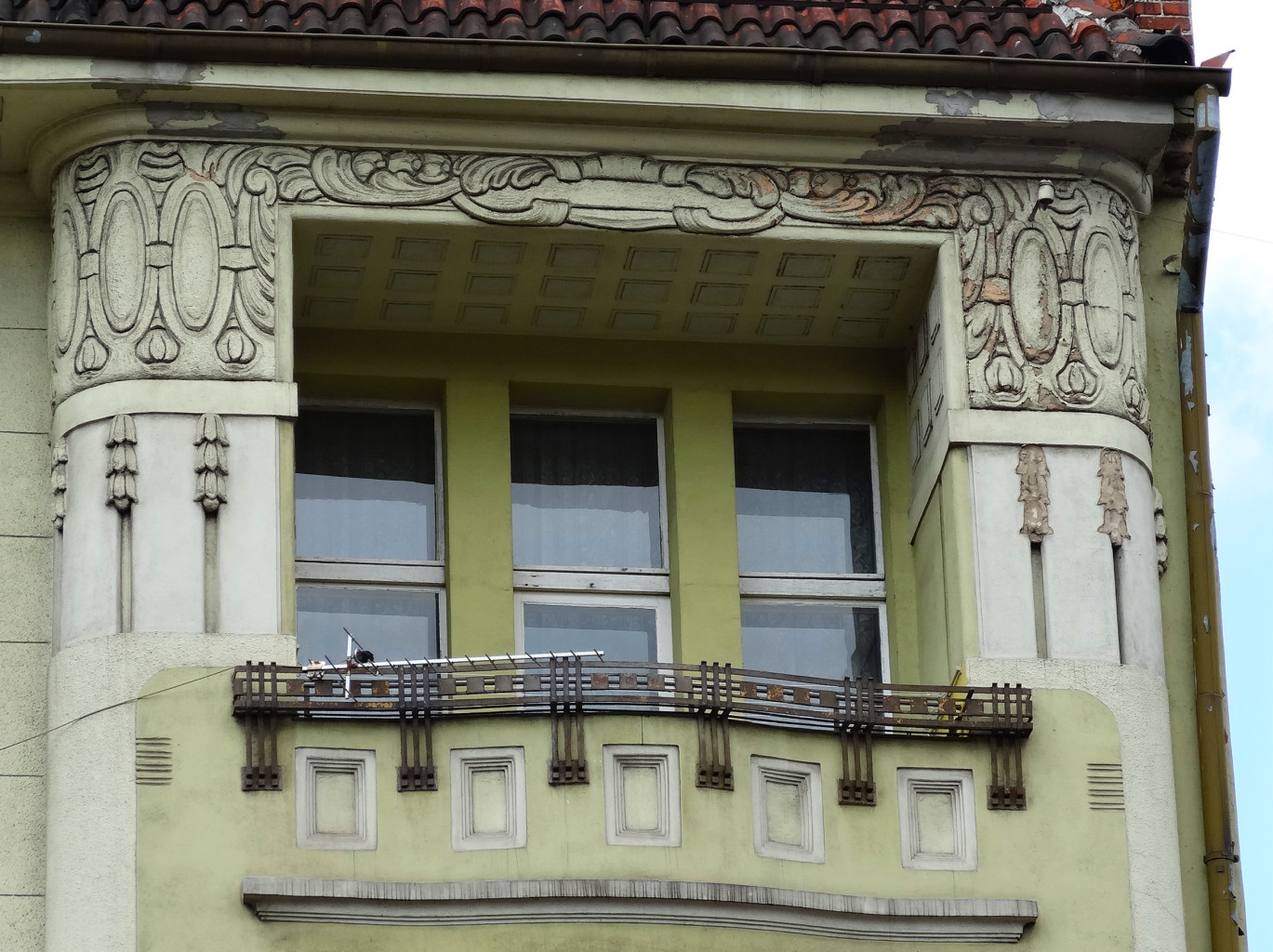
Loggia
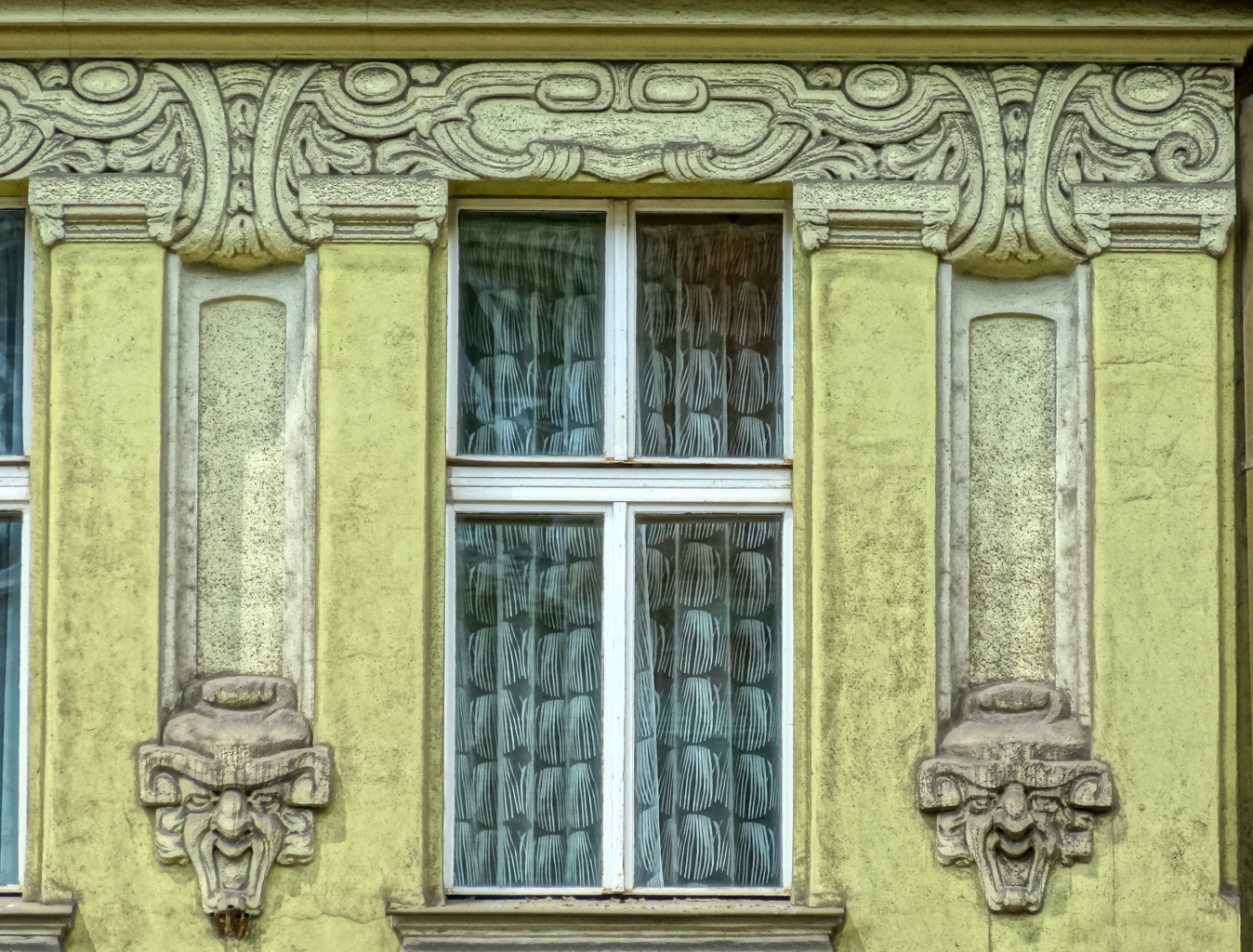
Art Nouveau frieze và gargoyles